# 도쿄 지하철 5000계 전동차
도쿄 지하철 5000계 전동차(일본어: 東京地下鉄5000系電車)는 1964년부터 2014년까지 운행했던 도쿄 메트로 (이전 제도고속도교통영단)의 전동차이다. 2007년까지 도쿄 지하철 도자이 선에서 운행 했으며 이후 남은 차량은 3량으로 개조되어 도쿄 지하철 지요다 선에서 운행했다가 2014년에 퇴역했다.

## 같이 보기
- 도요고속철도 1000형 전동차